# Abrawayaomys chebezi
Abrawayaomys chebezi é uma espécie de roedor da família Cricetidae. Endêmica da Argentina, onde pode ser encontrada na província de Misiones.

## Nomenclatura e taxonomia
A espécie foi descrita por Ulysses Pardiñas, Pablo Teta e Guillermo D'Elía em 2009 como Abrawayaomys chebezi. Seu nome específico foi dado em homenagem ao naturalista Juan Carlos Chébez. Tradicionalmente a população da província de Misiones era tratada como sendo da espécie Abrawayaomys ruschii, entretanto, diferenças morfológicas permitiram os autores a descrever a população como uma espécie distinta.

## Distribuição geográfica e habitat
A espécie é endêmica da Argentina, sendo encontrada apenas na porção ocidental da província de Misiones. O habitat preferencial é a ecorregião Floresta Atlântica do Alto Paraná (pertencente ao bioma da Mata Atlântica). Dentro da província de Misiones, quatro registros são conhecidos: o holótipo coletado no departamento de Iguazú, e três parátipos coletados nos departamento sde Montecarlo, Oberá e Eldorado.